# Darnick
Darnick est un village situé dans les Scottish Borders, en Écosse.

## Personnalité
- Archibald Edward Butter (1874-1928), militaire et explorateur, y est né.